# Chabierre d'o Elsón
Chabierre d'o Elsón és un vilatge aragonès del municipi de l'Aïnsa, a la comarca de Sobrarb. El 2018 tenia 12 habitants.
És un vilatge històric d'o Elsón, poble amb castell del qual el vilatge depenia des de l'Edat Mitjana i amb el qual i amb el vilatge de Mondot també formava un municipi anomenat o Elsón fins a la dècada del 1960.

## Geografia
Chabierre se situa enmig d'uns camps al peu de la serra de Sant Benet (Benedet en aragonès), al que és la vall del riu Susia, afluent del Cinca.
Es comunica amb Lamata (3,3 km) i o Elsón (3,2 km) per una carretereta asfaltada que circula per la dreta del Susia i que connecta l'A-138 a l'alçada de Mesón de Ligüerre amb l'A-2205 prop de l'Arcusa.

## Topònim
Segons Chabier Tomás, que va estudiar la parla d'aquesta zona els anys 1990, a forma «Chabierre», que seria de substrat vascó, ha estat substituïda pràcticament del tot per la forma castellana Jabierre. Segons l'autor, la substitució, progressiva, per Jabierre es va produir en els anys de la postguerra, després de la Guerra Civil.